# Aleksandar Gatalica
Œuvres principales
- Linije života
- Linije života
- Čioda sa dve glave
- Nevidljivi
- Beograd za strance

Aleksandar Gatalica (en serbe cyrillique : Александар Гаталица ; né en 1964 à Belgrade) est un romancier, un traducteur et un critique musical serbe. En 2012, il a obtenu le prix NIN du meilleur roman pour Veliki rat (A la guerre comme à la guerre !).

## Biographie
Aleksandar Gatalica est diplômé du département de littérature générale de l'université de Belgrade, où il a étudié la littérature classique. Il a traduit des œuvres du grec ancien en serbe, par exemple Prométhée enchaîné d'Eschyle, Œdipe roi et Œdipe à Colone de Sophocle, Alceste, Iphigénie à Aulis et Les Bacchantes d'Euripide, ainsi que des extraits d'œuvres de Sappho, Mimnerme, Solon, Archiloque, Hipponax et Anacréon.
L'auteur était vice-président du Mouvement européen international en Serbie de 2006 à 2011.

## Musique
En tant que critique musical, on lui doit des chroniques pour Program 202, Program Stereorama (radio), Glas javnosti, Večernje novosti et Blic.

## Quelques œuvres
Littérature
- 1993 : Linije života (Les Lignes de la vie), prix Miloš Crnjanski et prix Giorgio la Pira
- 1995 : Naličja (Inversion), finaliste pour le prix NIN
- 2000 : Kraj (La Fin)
- 2003 : Euripidova smrt (La Mort d'Euripide)
- 2008 : Nevidljivi (L'Invisible), prix Stevan Sremac, finaliste pour le prix NIN
- Veliki rat (A la guerre comme à la guerre, Éditions Belfond 2015), prix NIN, prix Meša Selimović[4]

Musique
- 1994 : Govorite li klasični ? (Parlez-vous classiques ?),
- 1998 : Crno i belo (Noir et Blanc)
- 1999 : Rubinštajn protiv Horovica (Rubinstein vs Horowitz)
- 2002 : Zlatno doba pijanizma (L'Âge d'or du piano)
- 2004 : Quadrature of Notes